# Werro krets

Werro krets läge i guvernementet Livland.

Werro krets (estniska: Võru kreis, tyska: Werrosche Kreis, ryska: Верроский уезд), var en av nio kretsar som guvernementet Livland i Kejsardömet Ryssland var indelat i. Den var belägen i den nordöstra delen av guvernementet, ett område som idag utgör en del av sydöstra Estland. Huvudort var Võru (tyska: Werro).
Området motsvarar det nuvarande landskapet Võrumaa, större delen av Põlvamaa samt delar av Valgamaa.

## Socknar
- Hargla socken
- Kanepi socken
- Karula socken
- Põlva socken
- Rõuge socken
- Räpina socken
- Urvaste socken
- Vastseliina socken